# Artakses II
Artakses II, Artaszes II orm: Արտաշես Երկրորդ (zm. 20 p.n.e.) – król Armenii w latach 30 p.n.e.- 20 p.n.e. z dynastii Artaksydów. Starszy syn Artawazdesa II.
Po pojmaniu i straceniu Artawazdesa II objął tron Armenii. Walczył z Rzymianami, jednak po doznanych klęskach musiał szukać schronienia w Partii. Otrzymał pomoc wojskową, dzięki której mógł ponownie zająć Armenię. Z powodzeniem walczył z wrogiem swojego ojca, Artawazdesem z Medii. Z jego rozkazu wymordowano wszystkich Rzymian, znajdujących się w granicach jego państwa. Można przypuszczać, że był to odwet za śmierć jego ojca z rozkazu Kleopatry VII i Marka Antoniusza. Ten czyn wpłynął na odmowną decyzję cesarza Augusta, kiedy Artakses II przez posłów zabiegał o zwolnienie jego krewnych z rzymskiej niewoli.
W 20 r. p.n.e. część ormiańskich możnych wysłała petycję do cesarza Augusta, z prośbą o zdjęcie z tronu Artaksesa II i przekazaniu go Tigranesowi, przebywającemu pod rzymską opieką. Cesarz zgodził się i postanowił wysłać legiony pod dowództwem Tyberiusza, w celu przeprowadzenia intronizacji i usunięciu obecnego króla. Zanim Rzymianie przybyli, Artakses został zamordowany przez krewnych, dzięki czemu książę Tigranes mógł objąć tron bez walki.